# Strangers No More
Strangers No More ist ein Kurzfilm von Karen Goodman und Kirk Simon. 

## Handlung
In dem Dokumentarfilm wird eine Schule in Tel Aviv in Israel vorgestellt, in der Kinder aus 48 verschiedenen Staaten und mit unterschiedlichem persönlichen Hintergrund zusammenkommen, um gemeinsam zu lernen. Die Eltern der Schüler gehören zu den über 300.000 Arbeitsmigranten, die in Israel leben – manche davon mit Erlaubnis der Regierung und manche ohne.
Der Film handelt auch von drei Studenten, die versuchen in Israel Fuß zu fassen und nach und nach enthüllen, welche Umstände dazu führten, dass sie diesen Wegen eingeschlagen haben. 

## Produktion
Strangers No More wurde an der Bialik-Rogozin School in Tel Aviv gedreht. Produziert wurde der Film von den Regisseuren Kirk Simon und Karen Goodman, denen die Produktionsfirma Simon & Goodman Picture Company gehört. 
Strangers No More debütierte am 24. September 2010 im Laemmle Theatres Sunset 5 Theatre in West Hollywood, Kalifornien. Weltweite Aufführung erfuhr der Film über das spezielle Oscar-Programm der Firma Shorts International. Am 25. Januar 2011 wurde die Oscar-Nominierung bekanntgegeben, die Verleihung erfolgte am 27. Februar 2011. Zum ersten Mal im Fernsehen ausgestrahlt wurde der Film auf dem Fernsehsender Home Box Office am 5. Dezember 2011.

## Auszeichnungen
Strangers No More wurde bei der Oscarverleihung 2011 mit dem Oscar für den „Besten Dokumentar-Kurzfilm“ ausgezeichnet.